# Naawan
Naawan est une localité de la province du Misamis oriental, aux Philippines. En 2015, elle compte 21 213 habitants.